# Ferdinand Stoss

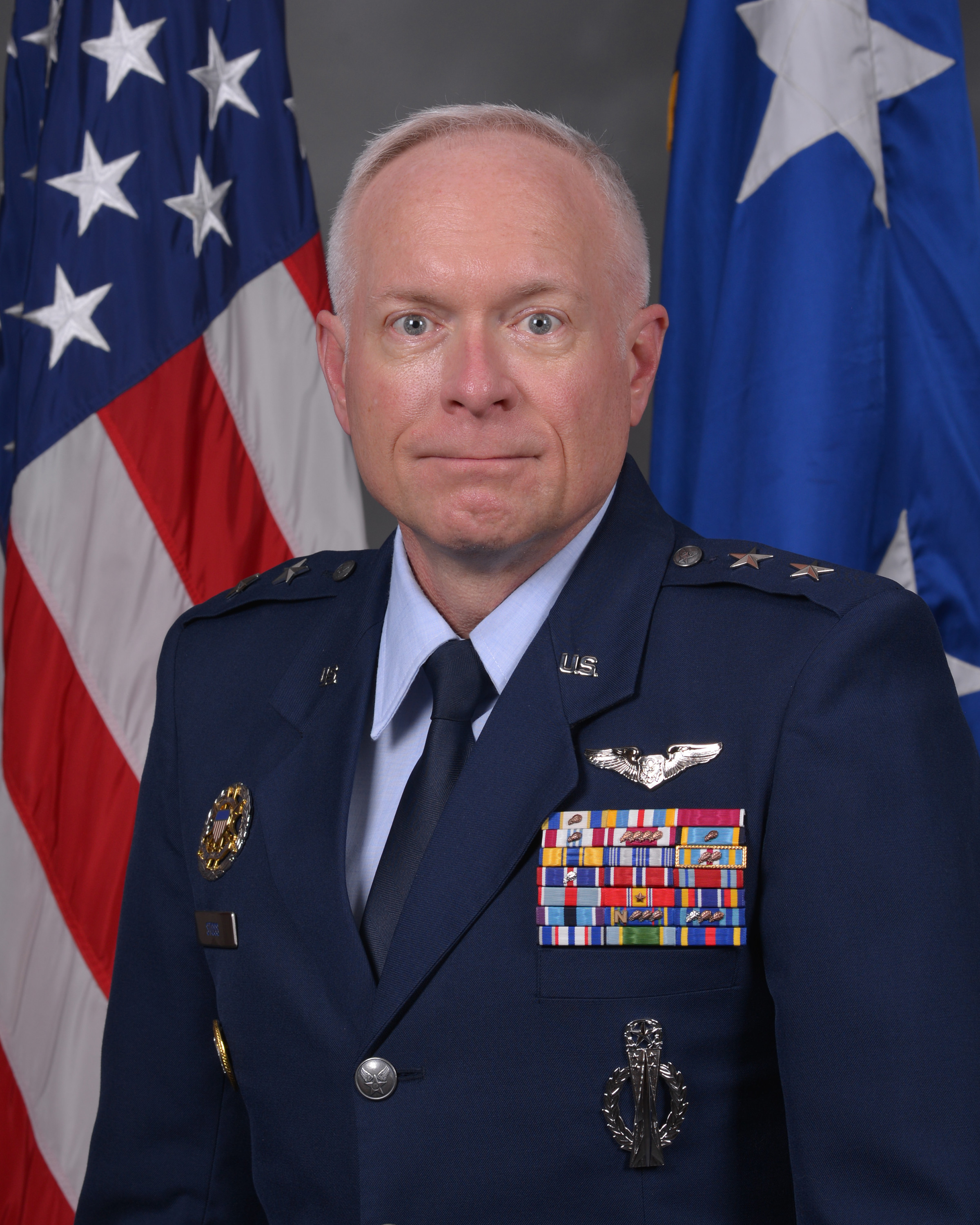
Ferdinand B. Stoss III (2020)

Ferdinand B. Stoss III  (* um 1966) ist ein pensionierter Generalmajor der United States Air Force. Er war unter anderem Kommandeur der 20. Luftflotte.
Über das ROTC-Programm der Kansas State University gelangte er im Jahr 1988 in das Offizierskorps des United States Air Force. Dort durchlief er anschließend alle Offiziersränge vom Leutnant bis zum Zwei-Sterne-General.
Im Lauf seiner militärischen Karriere absolvierte er verschiedene Kurse und Schulungen. Dazu gehörten unter anderem die Embry-Riddle Aeronautical University; die Squadron Officer School auf der Maxwell Air Force Base in Alabama; das Naval Command and Staff College und das Naval War College beide in Newport in Rhode Island und das Joint Forces Staff College in Norfolk in Virginia. Außerdem erhielt er akademische Grade von der University of Nebraska Omaha, der University of Virginia, der Harvard Kennedy School und der Syracuse University.
In seinen frühen Jahren als Offizier der Luftwaffe war er an verschiedenen Stützpunkten in den Vereinigten Staaten stationiert. Dabei war er vor allem als Raketenoffizier oder als Stabsoffizier bei unterschiedlichen Einheiten tätig. Dazwischen absolvierte er die erwähnten Schulungen. Als Stabsoffizier war er unter anderem im Hauptquartier der Air Force und bei den Joint Chiefs of Staff tätig. Zwischen Juni 2008 und Oktober 2009 war er als Oberst stellvertretender Kommandeur des 90. Raketengeschwaders, das auf der Francis E. Warren Air Force Base in Wyoming stationiert war.
Es folgte eine Versetzung zur Minot Air Force Base in North Dakota. Zwischen Oktober 2009 und Juni 2011 kommandierte Stoss dort das 91. Raketengeschwader (91st Missile Wing). Anschließend wurde er zum Stab des United States Strategic Commands auf der Offutt Air Force Base in Nebraska versetzt. Bis zum Juni 2012 gehörte er als Chief of Operations dessen Stabsabteilung für globale Operationen an. Im Juni 2012 übernahm er dort die Leitung der Unterabteilung für nukleare Operationen. Dieses Amt bekleidete er bis zum Januar 2014. Danach gehörte er bis zum März 2016 als Abteilungsdirektor für strategische Planungen, Programme, Bedarf und Bewertungen (Director of Strategic Plans, Programs, Requirements, and Assessments) dem Stab des Air Force Global Strike Commands auf der Barksdale Air Force Base in Louisiana an. Danach leitete er bis zum Januar 2018 die Stabsabteilung für Operationen und Kommunikation (Director of Operations and Communications) dieses Kommandos.
Am 26. Januar 2018 übernahm Ferdinand Stoss als Nachfolger von Anthony J. Cotton auf der Francis E. Warren AFB das Kommando über die 20. Luftflotte. Diese Aufgabe nahm er bis zum 8. Juli 2020 wahr, als Michael Lutton seine Nachfolge antrat. Sein letzter militärischer Auftrag führte Ferdinand Stoss wieder auf die Offutt AFB in Nebraska. Zwischen Juli 2020 und April 2022 war er dort als Director, Plans and Policy Stabsoffizier beim United States Strategic Command (USSTRATCOM). Anschließend schied er aus dem aktiven Militärdienst aus.
Seit seiner Pensionierung arbeitet Ferdinand Stoss als Editor-in-Chief für die Bancroft Capital’s GEOIntelligence Group.

## Daten der Beförderungen
| Abzeichen | Rang               | Jahr              |
| --------- | ------------------ | ----------------- |
|           | Second Lieutenant  | 13. Mai 1987      |
|           | First Lieutenant   | 19. Oktober 1989  |
|           | Captain            | 19. Oktober 1991  |
|           | Major              | 1. Mai 1999       |
|           | Lieutenant Colonel | 1. März 2003      |
|           | Colonel            | 1. September 2007 |
|           | Brigadier General  | 21. Juni 2013     |
|           | Major General      | 2. April 2017     |

## Orden und Auszeichnungen
Ferdinand Stoss erhielt im Lauf seiner militärischen Laufbahn unter anderem folgende Auszeichnungen:
- Air Force Distinguished Service Medal
- Defense Superior Service Medal
- Legion of Merit
- Defense Meritorious Service Medal
- Meritorious Service Medal
- Air Force Commendation Medal
- Air Force Achievement Medal
- Aerial Achievement Medal
- Combat Readiness Medal
- National Defense Service Medal
- Nuclear Deterrence Operations Service Medal